# Ash Love
Pour les articles homonymes, voir Love.
 (avril 2025).
Motif : Sources attestant de la notoriété ?
- Archive Wikiwix
- Bing
- Cairn
- DuckDuckGo
- E. Universalis
- Gallica
- Google
- G. Books
- G. News
- G. Scholar
- Persée
- Qwant
- (zh) Baidu
- (ru) Yandex

| 1. | Préciser le motif de la pose du bandeau. | Précisez le motif de la pose du bandeau en utilisant la syntaxe suivante : {{admissibilité à vérifier\|date=juillet 2025\|motif=remplacez ce texte par le motif}}             |
| 2. | Informer les utilisateurs concernés.     | Pensez à avertir le créateur de l'article, par exemple, en insérant le code ci-dessous sur sa page de discussion : {{subst:avertissement admissibilité à vérifier\|Ash Love}} |

 (avril 2025).
 (avril 2025).
La mise en forme du texte ne suit pas les recommandations de Wikipédia : il faut le « wikifier ».
Les points d'amélioration suivants sont les cas les plus fréquents :
- Les titres sont pré-formatés par le logiciel. Ils ne sont ni en capitales, ni en gras.
- Le texte ne doit pas être écrit en capitales (les noms de famille non plus), ni en gras, ni en italique, ni en « petit »…
- Le gras n'est utilisé que pour surligner le titre de l'article dans l'introduction, une seule fois.
- L'italique est rarement utilisé : mots en langue étrangère, titres d'œuvres, noms de bateaux, etc.
- Les citations ne sont pas en italique mais en corps de texte normal. Elles sont entourées par des guillemets français : « et ».
- Les listes à puces sont à éviter, des paragraphes rédigés étant largement préférés. Les tableaux sont à réserver à la présentation de données structurées (résultats, etc.).
- Les appels de note de bas de page (petits chiffres en exposant, introduits par l'outil «  Source ») sont à placer entre la fin de phrase et le point final[comme ça].
- Les liens internes (vers d'autres articles de Wikipédia) sont à choisir avec parcimonie. Créez des liens vers des articles approfondissant le sujet. Les termes génériques sans rapport avec le sujet sont à éviter, ainsi que les répétitions de liens vers un même terme.
- Les liens externes sont à placer uniquement dans une section « Liens externes », à la fin de l'article. Ces liens sont à choisir avec parcimonie suivant les règles définies. Si un lien sert de source à l'article, son insertion dans le texte est à faire par les notes de bas de page.
- La présentation des références doit suivre les conventions bibliographiques. Il est recommandé d'utiliser les modèles {{Ouvrage}}, {{Chapitre}}, {{Article}}, {{Lien web}} et/ou {{Bibliographie}}. Le mode d'édition visuel peut mettre en forme automatiquement les références.
- Insérer une infobox (cadre d'informations à droite) n'est pas obligatoire pour parachever la mise en page.

Pour une aide détaillée, merci de consulter Aide:Wikification.
Si vous pensez que ces points ont été résolus, vous pouvez retirer ce bandeau et améliorer la mise en forme d'un autre article.
Ash Love est un artiste plasticien français né en 1996 à Bordeaux en France, il est résident de la Casa de Velázquez entre 2025 et 2026.

## Biographie
Ash Love (né en 1996 à Bordeaux) est diplômé de la HEAD Genève en 2021. Il vit et travaille à Marseille. Le travail de Ash Love explore les relations entre les individus à travers le prisme du langage, en s’appuyant sur un imaginaire visuel inspiré des codes de l’adolescence et des outils de communication. Il a été présenté dans des expositions personnelles à Continuum, Bordeaux ; Prenzlauer Studio, Berlin ; Forde, Genève, ainsi que dans plusieurs expositions collectives dans des galeries ou institutions, au 66e Salon de Montrouge ; Martin Asbæk Gallery, Copenhague ; CAPC, Bordeaux ; Basel Social Club, Bâle ; Galerie Sultana, Paris. 
L’artiste fait partie de plusieurs collections publiques, telles que le Fonds d’art contemporain - Paris Collections ; le Musée CAPC Bordeaux ; et la Collection Ville de Montrouge.
En 2025, son travail est présenté dans le cadre du Salon International de la peinture de Delme au CAC - Synagogue de Delme.

## Œuvre
Les œuvres d'Ash Love prennent la forme de peintures, de sculptures, d'installations, d'écrits et de performances en lien avec un fort intérêt pour la toile du récit, la manière dont on l’assemble, la façonne, la fait dévier de sa trajectoire évidente. Par une pratique polymorphe de ces différents médiums, il compose des pièces polysémiques, alliant alphabets multiples, émojis et artefacts personnels,. 
Sa pratique se porte particulièrement sur les notions d’identités, les narrations des minorités de genre, qui se définissent en dehors de la binarité. Son travail est un questionnement permanent sur les outils qui permettent de composer et décomposer le(s) réel(s) et tous les interstices des récits - politiques, poétiques et potentiels - qui restent à écrire,.

## Expositions personnelles (sélection)
- 2021 do they?, Prenzlauer Studio, Berlin

- 2022 Tomorrow, in a Year, Continuum, Bordeaux

- 2025 Selfish, Shallow and Self-Absorbed, Exo Exo,  Paris

## Expositions collectives (sélection)
2019
- Touching Myself, cur. Giulia Essyad, Théâtre de l’Usine, Genève
- Smoke and Mirrors, avec Zara Monet Feeney, Carnegie Museum, Oxnard Californie

2020
- Edition Limitée, QG centre d’art contemporain, La Chaux-de-Fonds
- Swan Song, cur. Voin de Voin & Lisette Smits, Sofia Art Week, Sofia

2021
- Le Club du Poisson-Lune, cur. Cédric Fauq, CAPC musée d’art contemporain, Bordeaux
- Space Invasion, Galerie Fabienne Lévy, Lausanne

2022
- Biennale Indépendante de Genève, w/ Forde, Genève
- 66e Salon de Montrouge, cur. Coline Davenne & Guillaume Désanges, Montrouge
- BAD + Art Fair, Wishlist, w/ CAPC musée d’art contemporain, Bordeaux
- Turn Back Time, cur. Martina Stefanova & Sofia Dimova, Rebonkers, Varna
- Summer Crush, Martin Asbæk Gallery, Copenhague

2023
- T où bb?, Volonté 93, Paris
- This Perfect Day, Exo Exo, Paris[9]
- Rosarium, cur. Marie Pecheu, Æther Art Space, Sofia

2024
- Summer Set, Galerie Sultana, Arles
- solo w. Exo Exo, Basel Social Club, Bâle
- Lavori in corso, RITA, Turbigo
- Sous nos langues grondent nos murmures, Encooore, Biarritz

2025
- Changing Room, Soft Power, Berlin
- I Hit you with a Flower - sugarcoated art with a punch, MABA, Nogent-sur-Marne
- TBA, Sissi Club, Marseille
- Salon International de la Peinture de Delme, CAC - Synagogue de Delme, Delme[10]

## Performances
2019
- And so, I drew your shadow, Arsenic, Lausanne
- And so, I drew your shadow, Théâtre Saint Gervais, Genève
- Le corps lourd et léger en même temps, avec Léo Natorp, Swimming Pool, Sofia

2020
- And so, I drew your shadow, Messe Basel, Bâle

2022
- Un passage sur Mars, avec Odile Arnaud, 66e Salon de Montrouge, Montrouge
- Un passage sur Mars, avec Odile Arnaud, Continuum, Montrouge

2023
- Grosse Éponge, Forde, Genève

## Prix et Bourses
- 2021 Atelier de la Ville, Annexe B, Bordeaux
- 2022 Bourse de Production FAEE, Ville de Bordeaux
- 2024-2026 Astre, Coopération, Création et Territoire, DRAC Nouvelle-Aquitaine[11]

## Résidences
2018
- WOC Residency, Sofia

2023
- PRISMES, artiste associé.x, Bruges
- Æther Art Space, Sofia

2024
- CAC - La Synagogue de Delme, Lindre-Basse
- RITA, Turbigo

2025
- Treignac Projet, Treignac

2025 - 2026
- La Casa de Velázquez, Madrid

## Collections Publiques
2021-2023
- Collections privées, Lausanne / Paris

2022
- Collection CAPC musée d’art contemporain, Bordeaux

2023
- Fonds d’art contemporain - Paris Collections
- Collection Ville de Montrouge, Montrouge

### Presse et Publications (sélection)
(avril 2025).
2025
- PRISMES, catalogue de la commande publique
- « Salon International de la peinture de Delme at Centre d’art contemporain-la synagogue de Delme », Art Viewer, 19 mars 2025 (lire en ligne)
- « Salon International de la peinture de Delme », KUBAPARIS, 7 février 2025(lire en ligne)

2024
- Marie Gall, « Avec Ash Love, interrogez le réel sous toutes ses formes », Le Répulicain Lorrain, 26 mai 2024 (lire en ligne)
- Didier Lafargue, « Bruges : le public participe à l’exposition d’Ash Love », Sud Ouest, 16 février 2024 (lire en ligne)

2023
- CAPC, CAPC 2023-1973:Une Histoire d’expositions, Editions Dilecta,  (ISBN 978-2-37372-177-5)
- « Ash Love GROSSE ÉPONGE », KUBAPARIS, 4 juillet 2023 (lire en ligne)
- PRISMES, ASH LOVE, mai 2023 (lire en ligne)
- Fonds d'art contemporain - Paris Collections, Livret d'acquisitions 2023, p.39 (lire en ligne)

2022
- 66e Salon de Montrouge, catalogue,  (ISBN 978-2-9556250-7-1)
- Céline Musseau, « A l’occasion du Salon BAD+ », Sud Ouest, 6 juillet 2022 (lire en ligne)

2021
- JUNK PAGE n°94 (lire en ligne)
- Patrice Joly, « Le Club du Poisson-Lune », Zéro Deux (lire en ligne)
- Culture Enjeu n°71 (lire en ligne)